# Pollia crispata
Pollia crispata är en himmelsblomsväxtart som först beskrevs av Robert Brown, och fick sitt nu gällande namn av George Bentham. Pollia crispata ingår i släktet Pollia och familjen himmelsblomsväxter. Inga underarter finns listade.